# Straßenbahnstrecke Floridsdorf–Groß-Enzersdorf

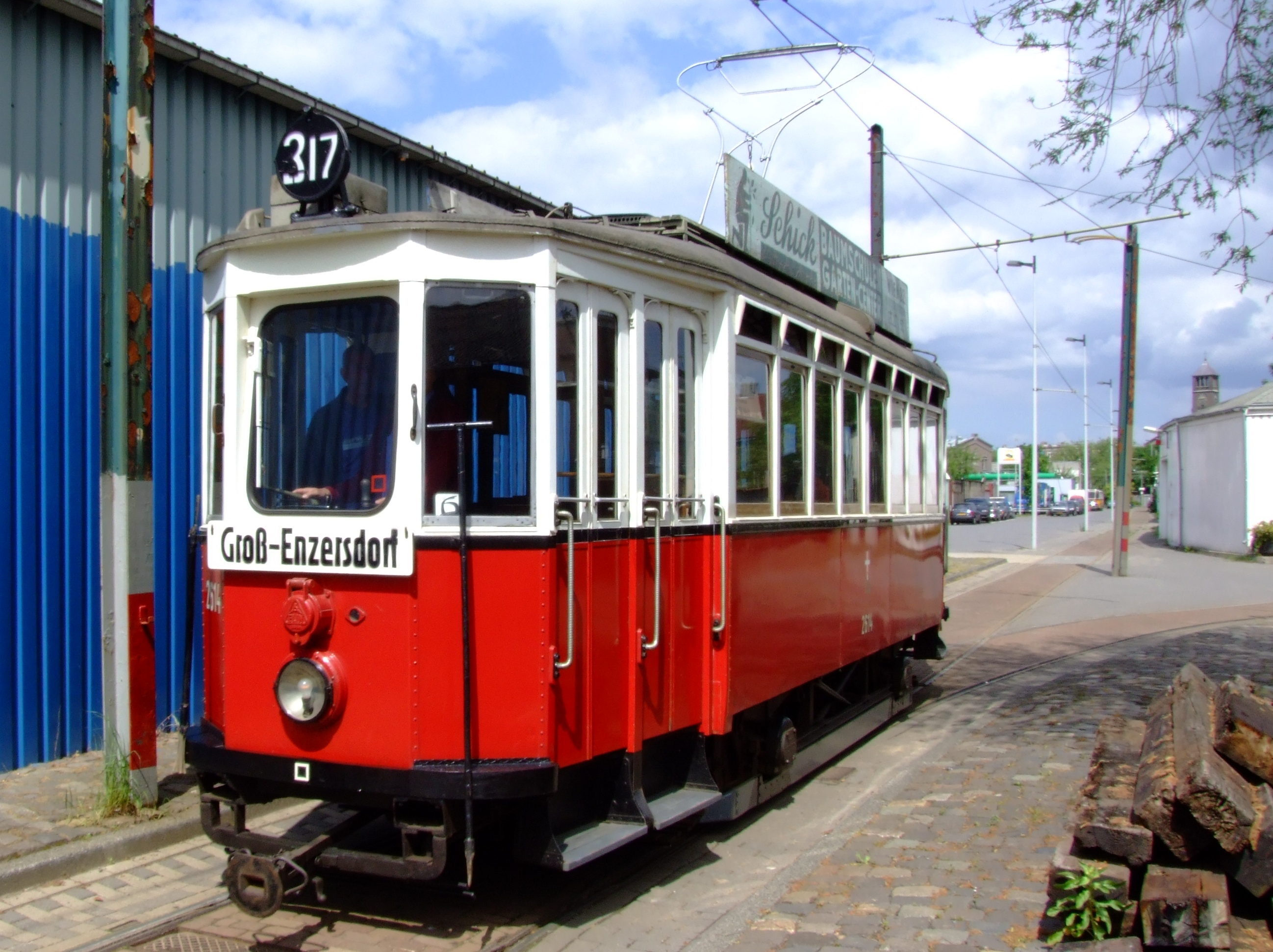
Triebwagen Type K betafelt als 317 (Straßenbahnmuseum Amsterdam)

Die Straßenbahnstrecke Floridsdorf–Groß-Enzersdorf ist ein teilweise erhaltenes Teilstück der Straßenbahn Wien und führte ursprünglich vom Spitz in Floridsdorf als Dampfstraßenbahn und später Überlandstraßenbahn über das Donaufeld, Kagran, Hirschstetten, Aspern und Essling in die Kleinstadt Groß-Enzersdorf in Niederösterreich. Die ursprünglich 14,7 Kilometer lange Strecke bediente die Wiener Gemeindebezirke 21 und 22 sowie Niederösterreich. Heute verkehrt auf der erhaltenen Teilstrecke die Linie 26, früher verkehrten auf dieser Strecke die Linien 17, 217 und 317.

## Geschichte

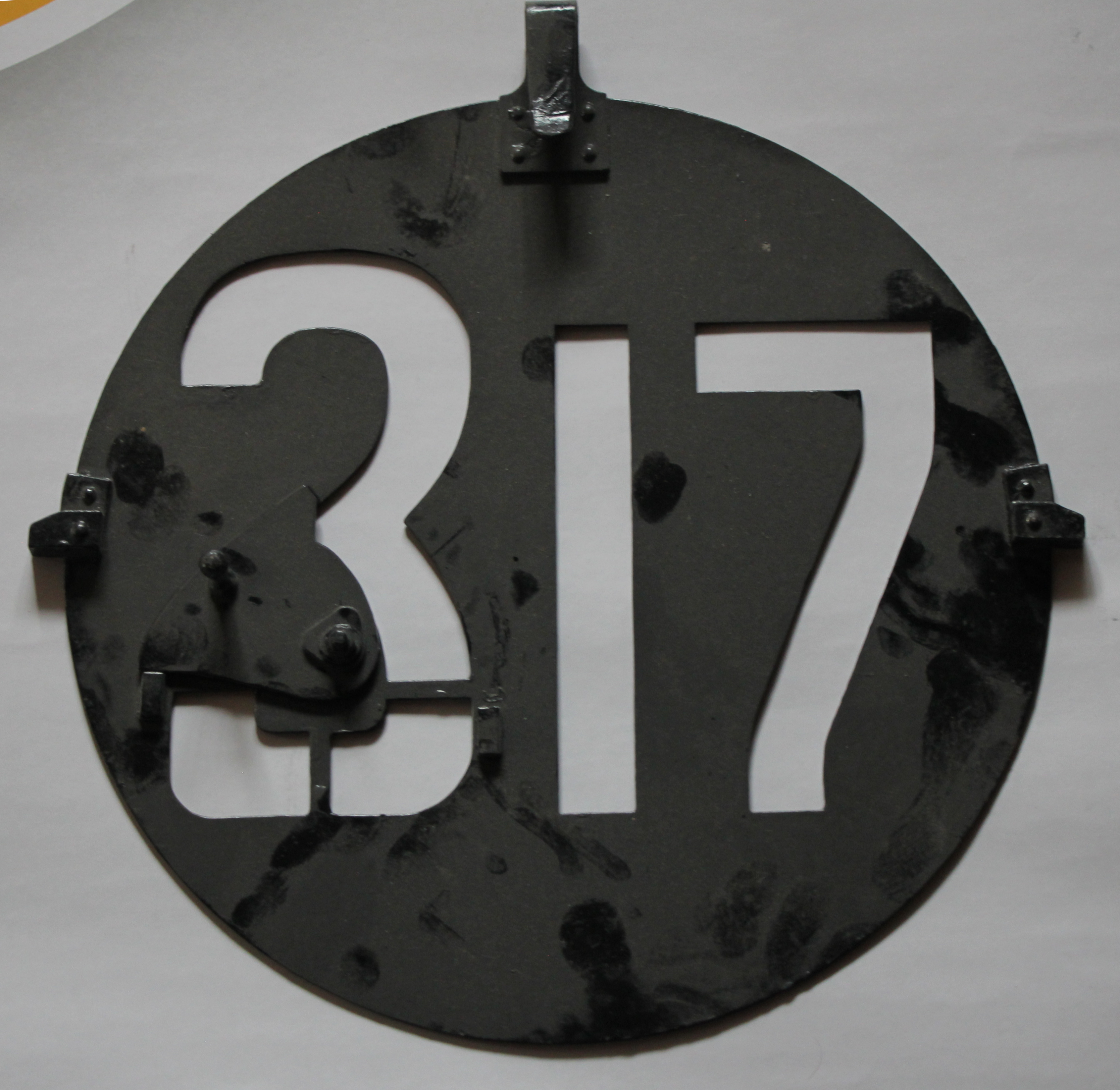
Dachsignal 317

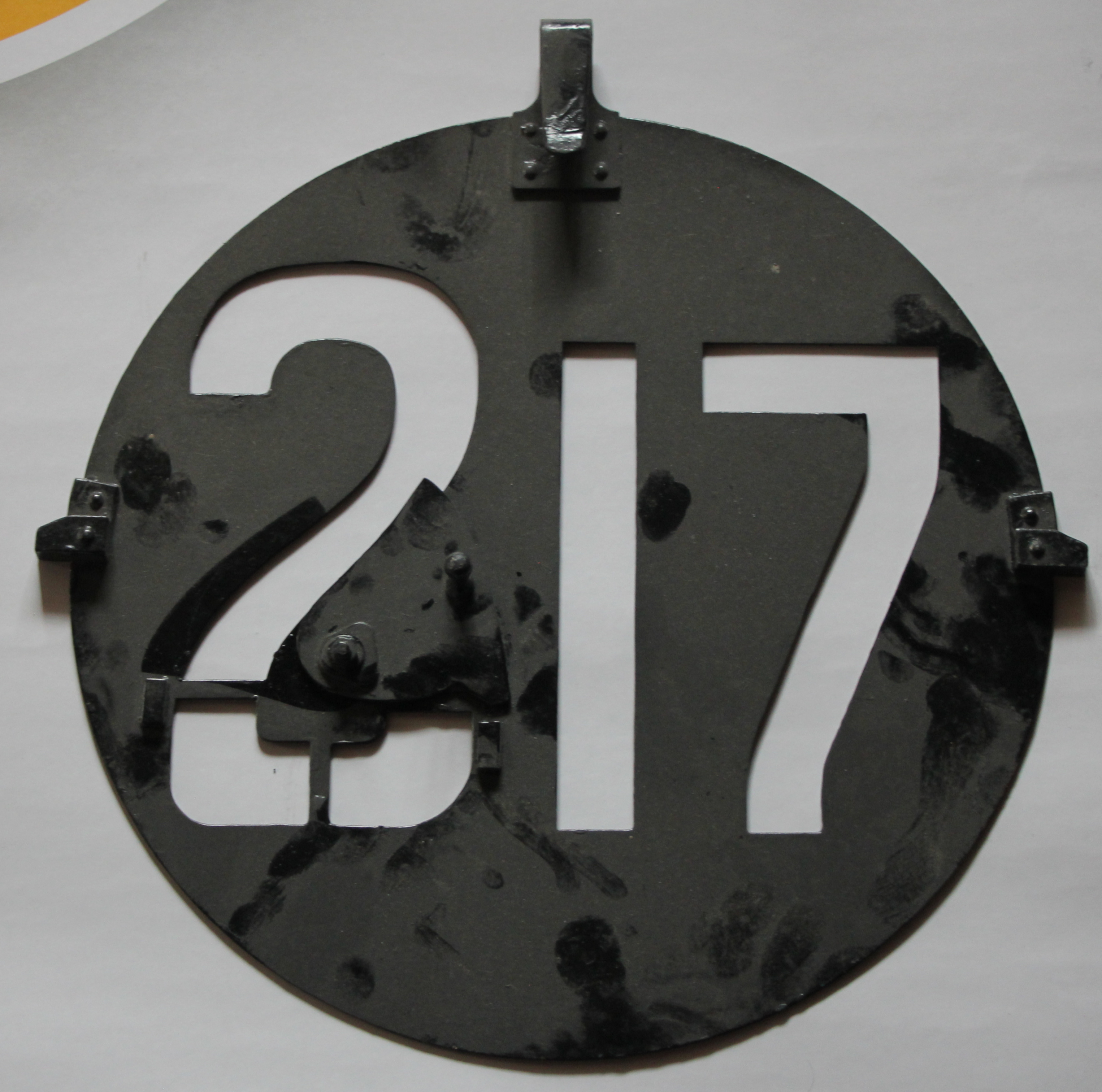
Dachsignal 217

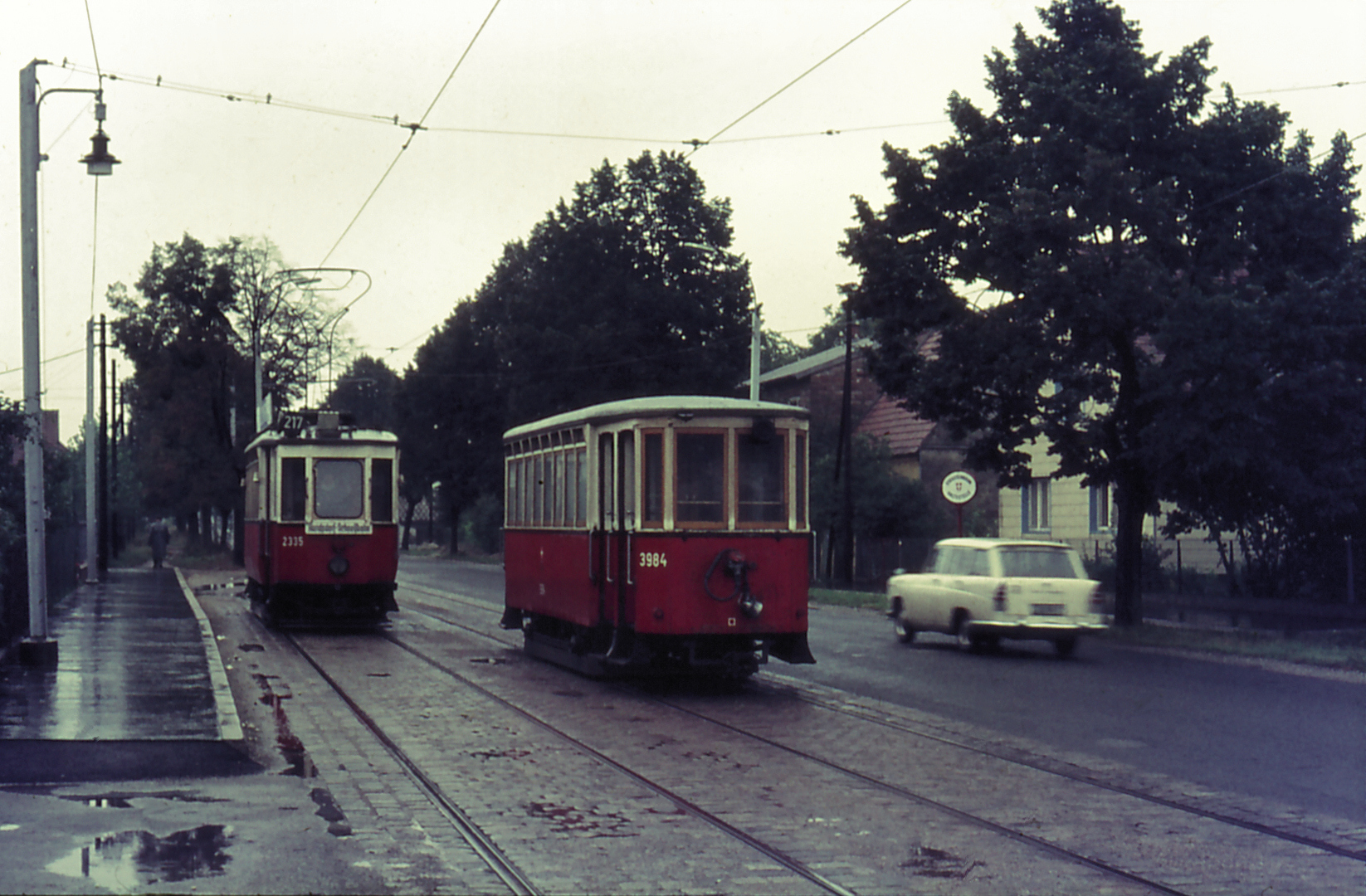
Umsetzen der Linie 217 in Englisch Feld (ca. 1969/70)

### Dampftramway
Die Linie entstand als Teil der sogenannten „Nördlichen Linie“ der Dampftramwaygesellschaft Krauss & Comp. (DTKC) und wurde am 7. Juni 1886 eröffnet. Die Strecke zweigte Am Spitz in Floridsdorf von der Strecke Wien Augartenbrücke–Stammersdorf ab. Wie auf den anderen Strecken der DTKC führte auch diese Linie Güterverkehr von den damals weit außerhalb der Stadt gelegenen Ortschaften im Marchfeld nach Wien.
1907 wurde die Dampftramway Krauss & Comp. von der Gemeinde Wien unter Bürgermeister Lueger übernommen. Die Strecke kam in das Netz der Wiener Straßenbahn, am Betrieb änderte sich vorerst nichts. Erst 1912 wurde der Abschnitt Floridsdorf–Kagran elektrifiziert und fortan von der neu geschaffenen Linie 17 befahren, während die Dampftramwaystrecke nun am Kagraner Platz begann. Hier gab es bereits seit 1898 einen Anschluss zur elektrischen Wien-Kagraner-Bahn.

### Elektrischer Betrieb
Am 21. Jänner 1922 konnte die elektrifizierte Strecke nach Groß-Enzersdorf dem Betrieb übergeben werden, sie führte nun die Liniensignale 17 (bis Kagran), 217 (bis Aspern) und 317 (bis Groß-Enzersdorf). Die Stadt Wien verdichtete in den kommenden gut 15 Jahren das Intervall schrittweise auf bis zu 7,5 Minuten und baute dazu mehrere neue Ausweichen. Durch die Schaffung von Groß-Wien durch die Nationalsozialisten 1938 lag nun die komplette Linie 317 in Wien. Im Zweiten Weltkrieg wurde der Betrieb lange Zeit kaum beeinträchtigt und endete kriegsbedingt nach einem schweren Bombardement am 12. März 1945. Erst am 15. November 1945 wurde der Betrieb nach Groß-Enzersdorf wieder aufgenommen. Die Straßenbahn erwies sich in den Nachkriegsjahren als wichtiges Verkehrsmittel für die Kleinstadt, die bis 1954 ein Teil Wiens blieb. Die Straßenbahn kämpfte ab den 1950er Jahren jedoch gegen die zunehmende Konkurrenz des Individualverkehrs. Ab Juli 1966 verkehrten wieder durchgehende Züge nach Floridsdorf und stellten dort den Anschluss zur Wiener Schnellbahn her.
Dem immer stärkeren Autoverkehr war die durch enge Gassen beziehungsweise über weite Teile in Seitenlage verkehrende Straßenbahn bald ein Hindernis, zudem gab es zu dieser Zeit erhebliche (verkehrs-)politische Differenzen zwischen Wien und Niederösterreich. Bereits 1967 plante man die Einstellung des Abschnittes Essling–Groß-Enzersdorf. In die Infrastruktur wurde so gut wie nichts mehr investiert, der Bau von Wendeschleifen an den Endpunkten unterblieb. Der Autobus wurde als Fortschritt gegenüber der Straßenbahn propagiert, der politische Wille zu dieser Zeit war gegen den Erhalt der Straßenbahn.
Die von den Fahrgästen bemängelten langen Fahrzeiten (durch Intervalldehnung zum Schluss rund 41 Minuten ab Kagran) und die veralteten Garnituren taten das Ihrige zur zunehmenden Unbeliebtheit der Straßenbahn, so dass die Linien 217/317 mit 30. August 1970 schließlich eingestellt wurden. Der Einstellungstermin fiel mit dem Groß-Enzersdorfer Kirtag zusammen, so dass die Verabschiedung regelrecht Volksfestcharakter bekam und der letzte Zug festlich geschmückt und mit einer Musikkapelle verabschiedet wurde.

Die Wiener Verkehrsbetriebe verteilten anlässlich der Betriebseinstellung Flugblätter mit folgendem Wortlaut:
Es freut uns, Ihnen eine angenehme Mitteilung machen zu können: Am 31. August 1970 wird "Ihre" Straßenbahnlinie 217/317 auf Autobusbetrieb umgestellt und Sie werden dann schneller als bisher Ihr Ziel erreichen. Wesentlich schneller sogar. Dass wir dabei auch dem Individualverkehr durch Beseitigung des kreuzenden Schienenverkehrsmittels etwas Gutes tun, ist eine erfreuliche Randerscheinung.

### Verbliebene Streckenteile und Planungen zur Wiedereinführung

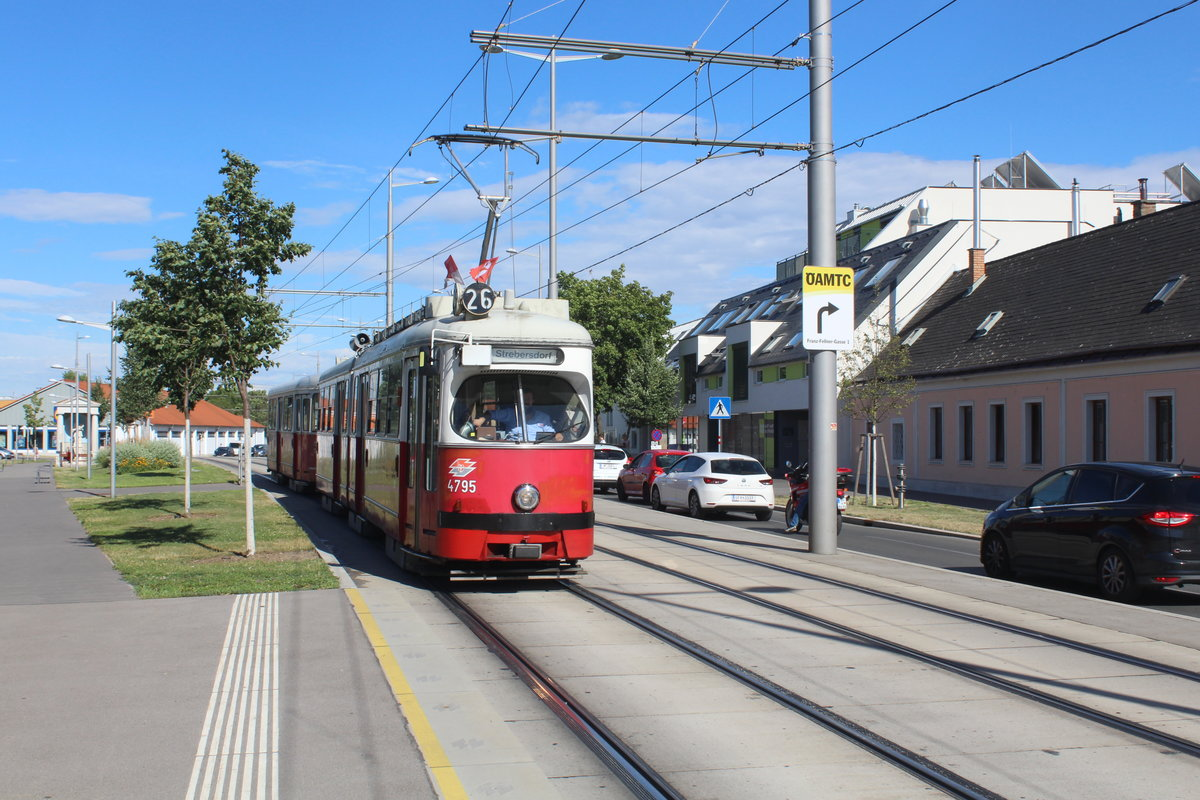
Die heutige Linie 26 am Kagraner Platz

Das Gleis in der Donaufelder Straße blieb als Zufahrt zu den Lohner-Werken erhalten und erlangte nach dem Einsturz der Reichsbrücke als einziges transdanubisches Verbindungsgleis wieder an Bedeutung. Seit 1982 verkehrt dort die Linie 26 und seit 2012 auf einem Teilabschnitt die Linie 25. Die Streckengleise auf dem stillgelegten Abschnitt blieben stellenweise bis in die 1990er Jahre liegen.
Im Zuge der Verlängerung der Linie 26 zur Hausfeldstraße wurden 2013 nach über 40 Jahren wieder Gleise am Kagraner Platz verlegt. Die Straßenbahnen passieren dabei wieder das historische Stationsgebäude der Dampftramway, welches heute ein Teil des Bezirksmuseums Donaustadt ist.
2013 forderten die Bewohner Groß-Enzersdorfs eine Wiedererrichtung der Straßenbahn. Aktuell (2020) bestehen vage Planungen, die aktuell beim SMZ Ost endende Linie 25 nach Groß-Enzersdorf zu verlängern. Allerdings ist der Ausbau dieser Straßenbahnlinie an den Bau der Stadtstraße geknüpft, weswegen Stadträtin Ulli Sima vorgeworfen wird, Umweltschützer gegen Pendler auszuspielen.

## Streckenverlauf
Ursprünglich zweigte die Linie im Kilometer 5,9 der Linie nach Stammersdorf ab und führte – lange Zeit eingleisig und in Seitenlage – nach der Unterführung der Nordbahn am Bahnhof Floridsdorf entlang der Donaufelderstraße nach Kagran. Am Kagraner Platz befand sich ein Bahnhof mit Ausweichgleis, am Ende des Platzes bog die Linie in die Hirschstettnerstraße ein und folgte dieser, unterfuhr die Laaer Ostbahn und führte durch enge Gassen durch den historischen Ortskern von Hirschstetten. Anschließend folgte sie der Aspernstraße, wo die Linie die Marchegger Ostbahn ebenerdig kreuzte und kurz vor dem Asperner Siegesplatz auf die Erzherzog Karl-Straße traf. Von nun an ging es in Seitenlage der heutigen Bundesstraße 3 entlang über die Orte Essling und Englisch Feld bis an die Wiener Stadtgrenze. Nach einem Stück über niederösterreichische Felder passierte die Straßenbahn die 2007 geschlossene Smola-Kaserne und die historische Stadtmauer von Groß-Enzersdorf. Nach kurzer Fahrt durch die Hauptstraße und über den Hauptplatz, wo sich seit Betriebseröffnung eine Haltestelle befand, endete die Linie nach rund 400 Metern in einem dreigleisigen Bahnhof mit Aufnahmsgebäude und kleinem Lokomotivschuppen am damaligen Ortsende. Ursprünglich waren auch ein Güterschuppen sowie eine Wagenremise vorhanden.

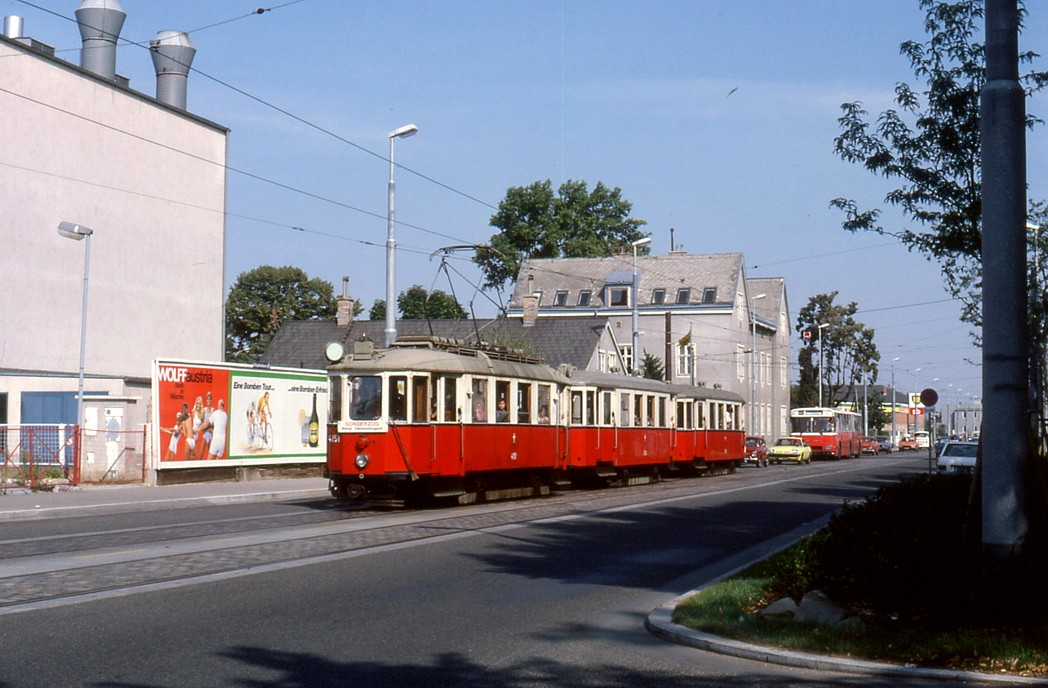
Sonderzug in der Donaufelderstraße bei den Lohnerwerken (1982)
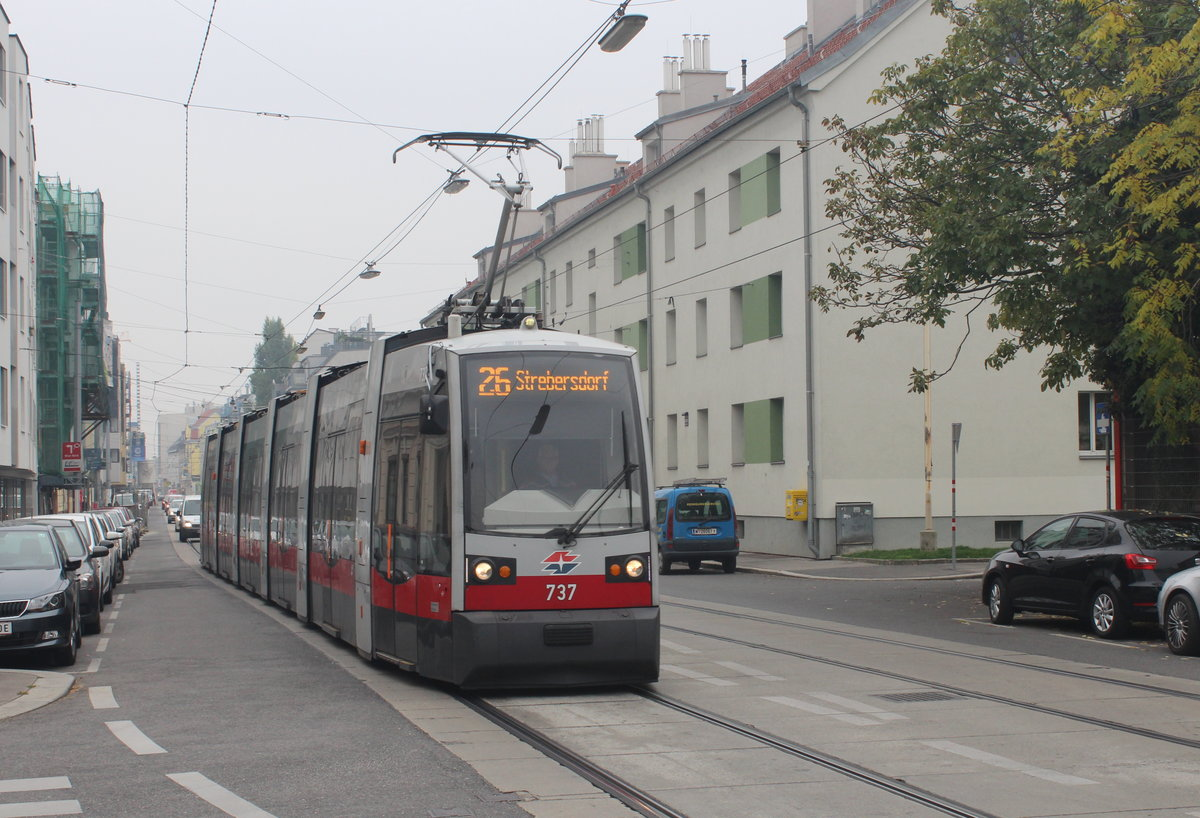
ULF in der Donaufelder Straße (2017)
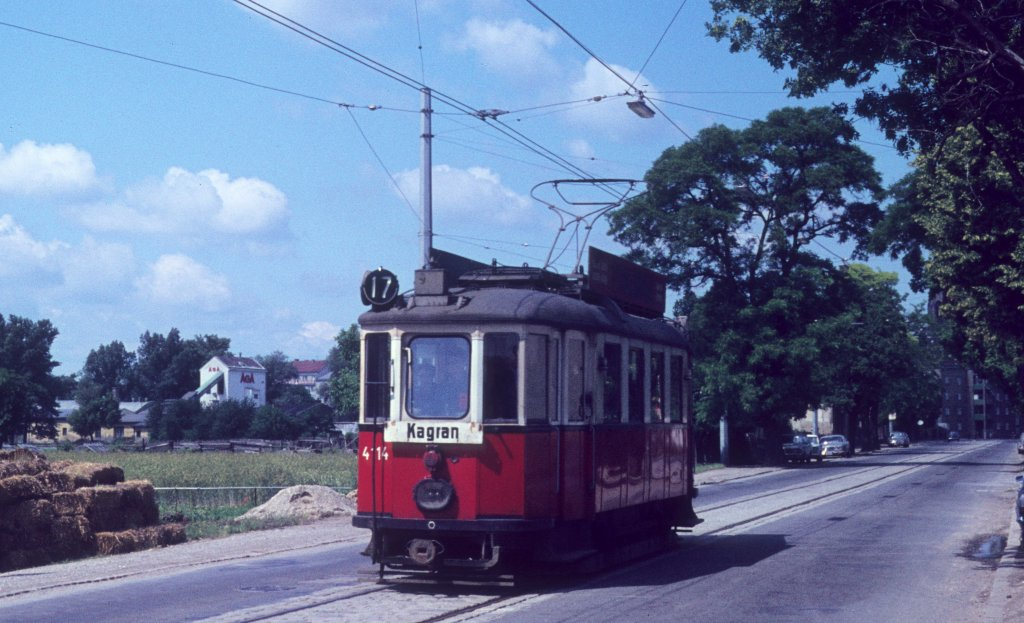
Linie 17 in der Donaufelder Straße (1971)
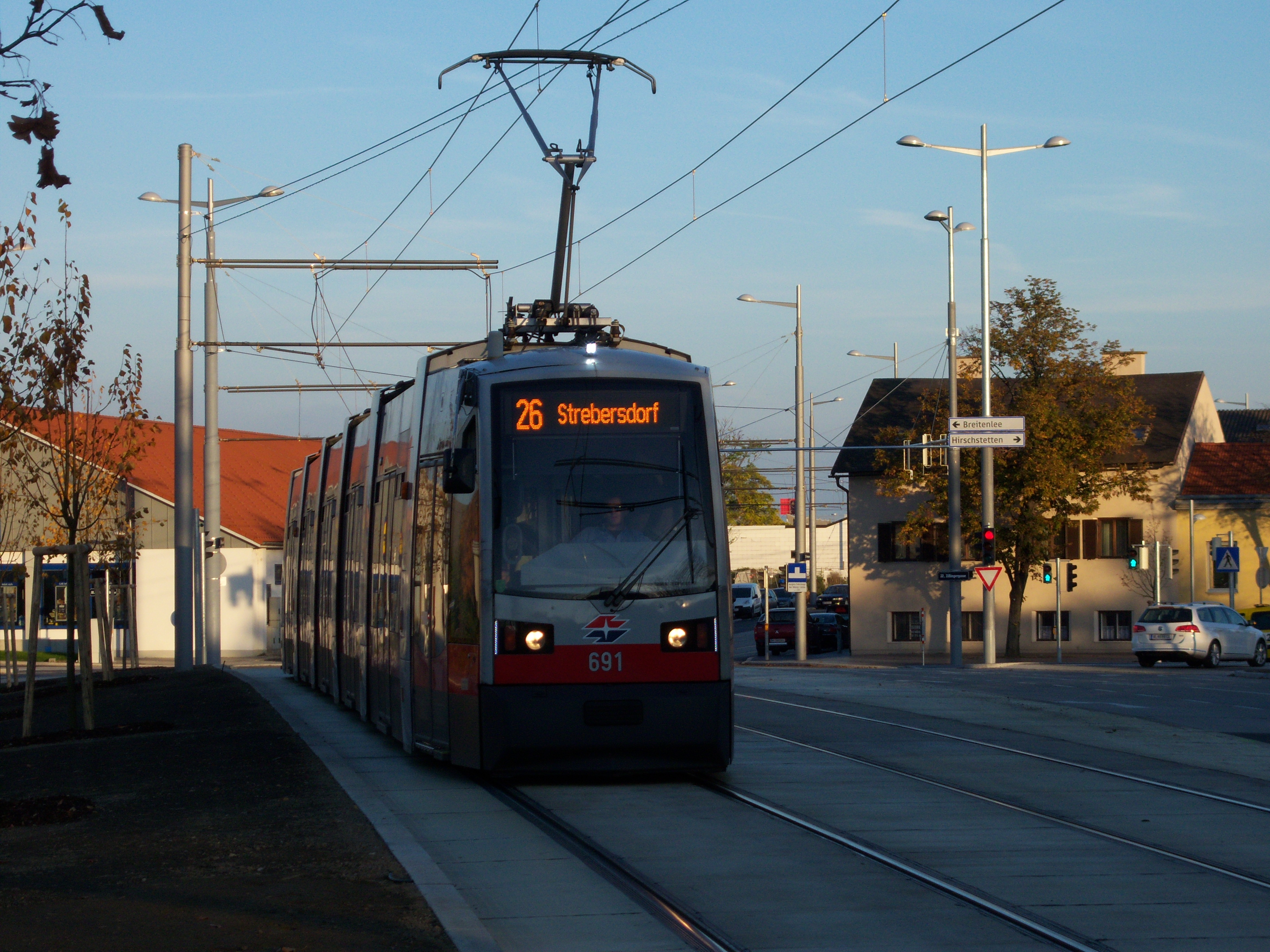
Linie 26 am Kagraner Platz bei der Kraygasse
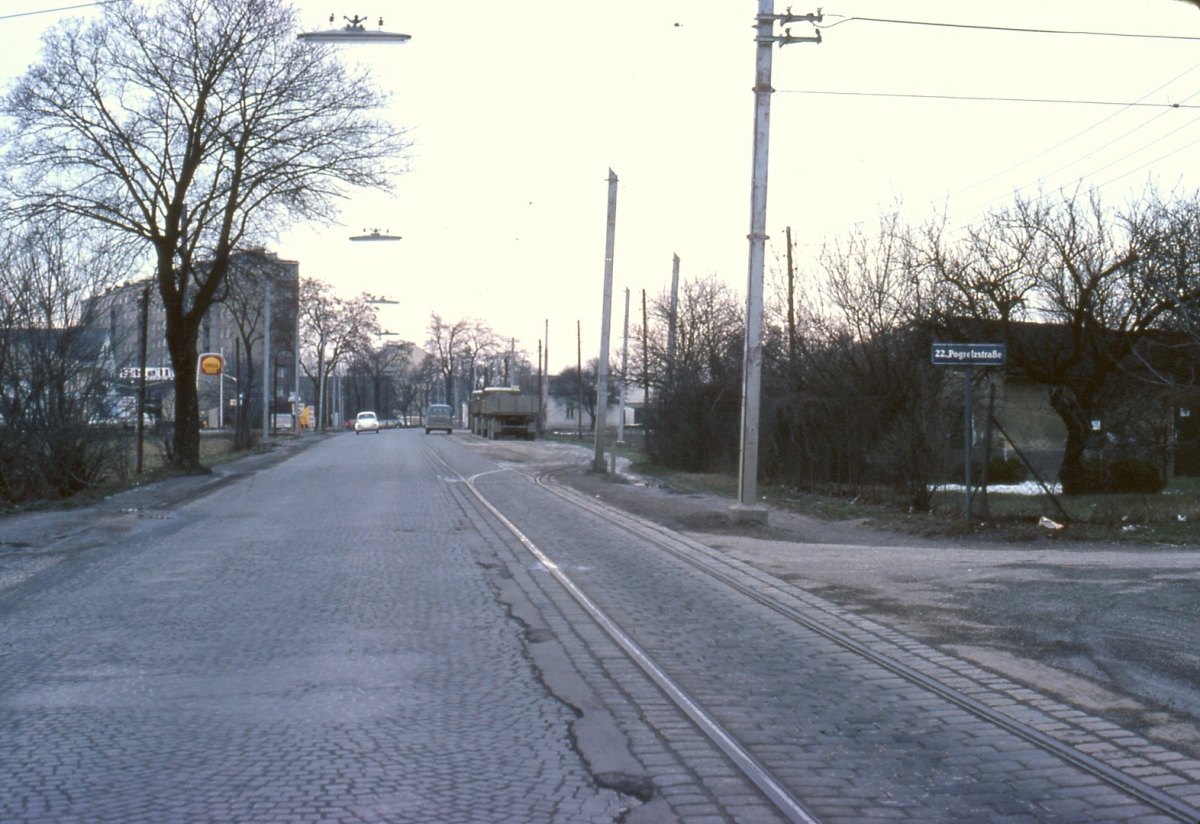
Hirschstettner Straße mit ehemaliger Ausweiche Pogrelzstraße, Blickrichtung Kagran (1980)
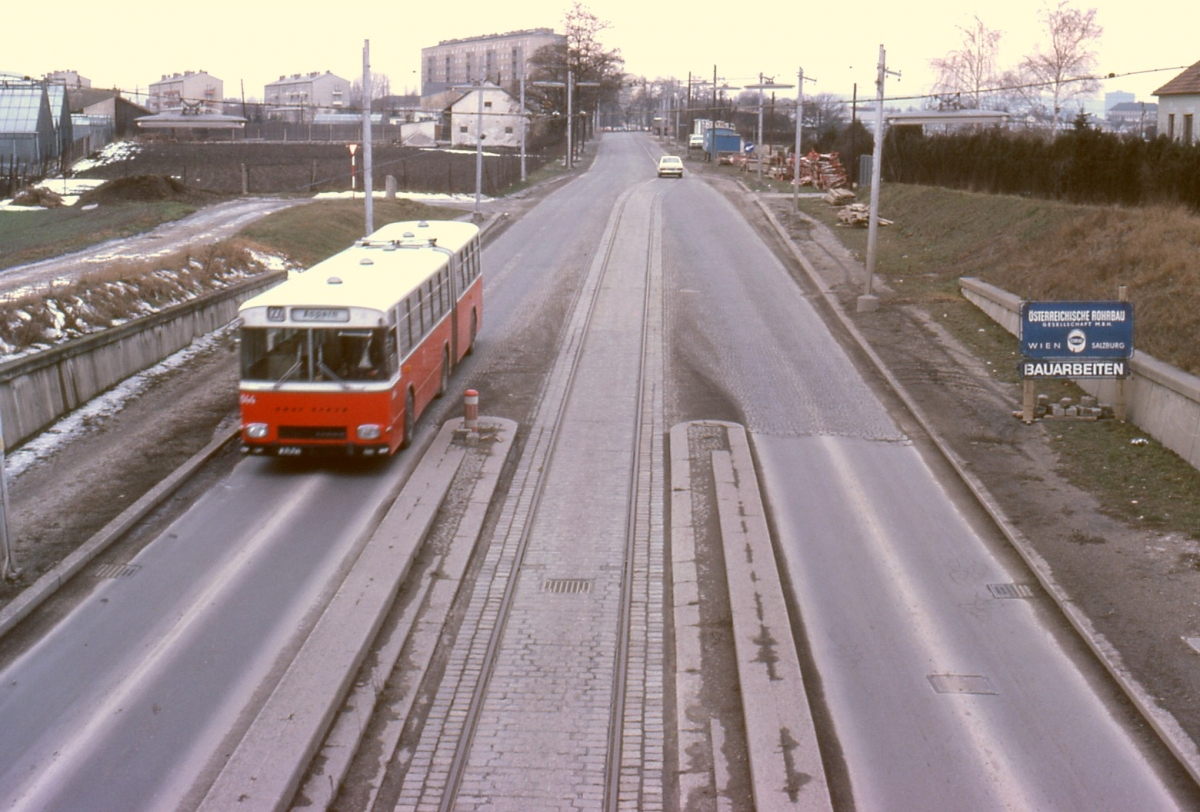
Ehemalige Unterführung der Laaer Ostbahn (1980)
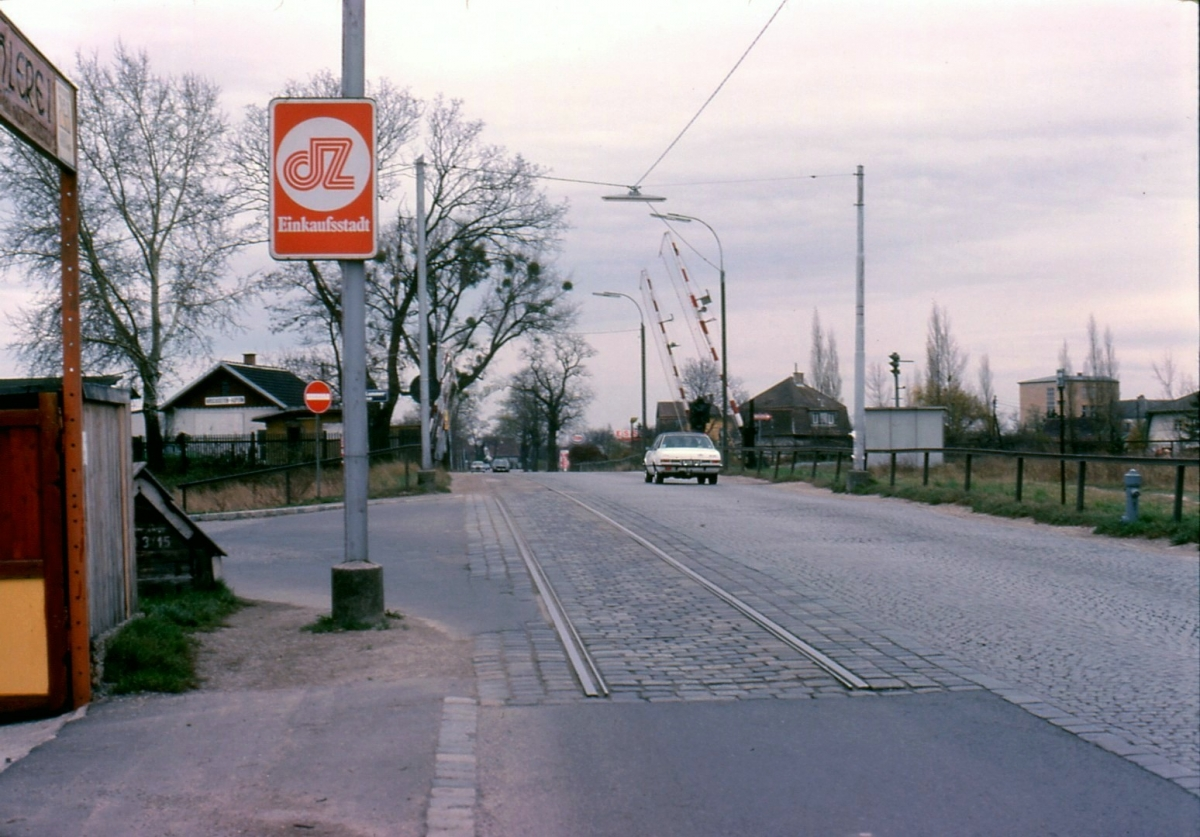
Situation bei der ehemaligen Kreuzung mit der Marchegger Ostbahn in der Aspernstraße (1977)
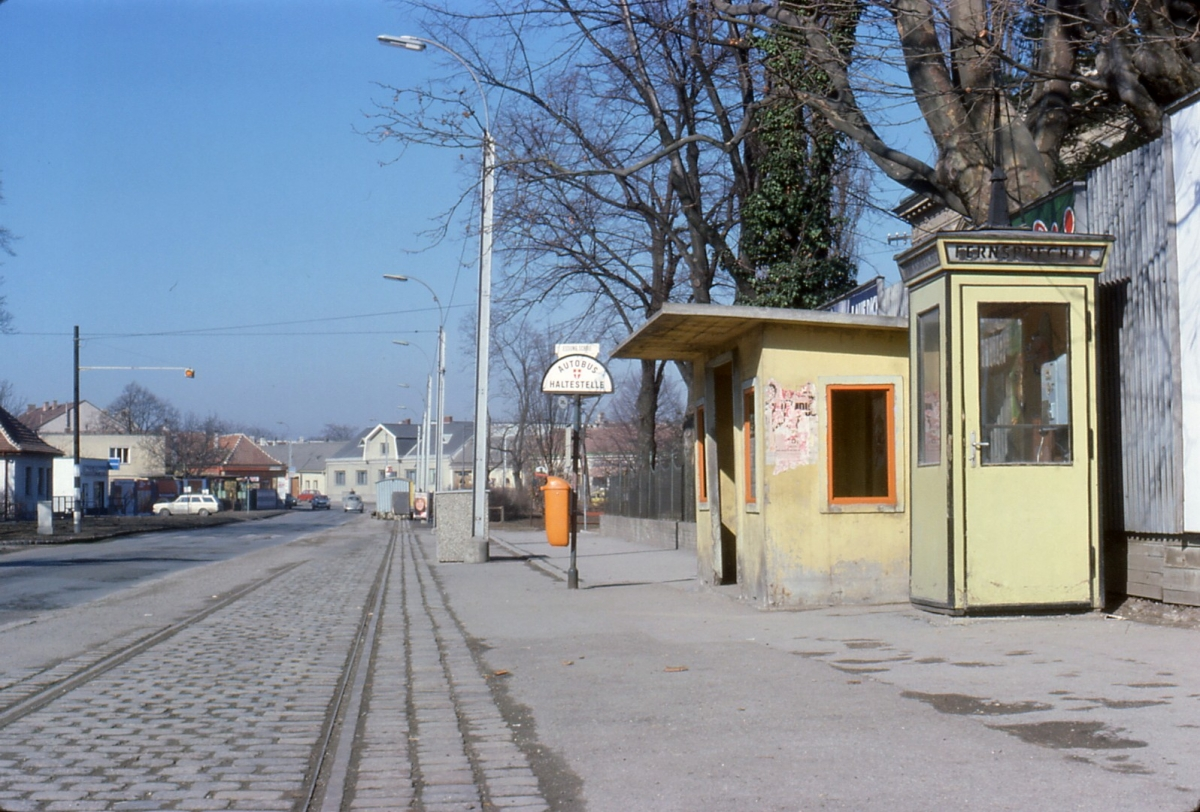
Haltestelle in der Esslinger Hauptstraße (1979)
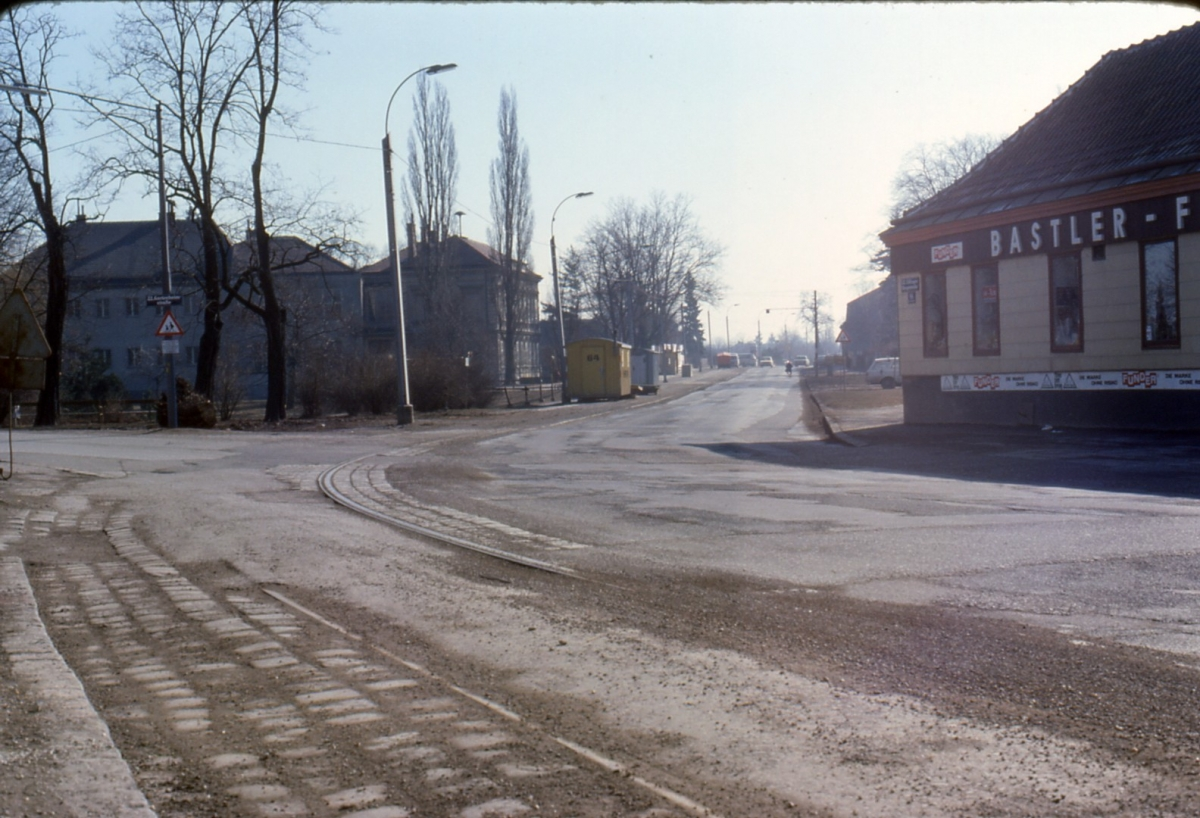
Esslinger Hauptstraße (1979)
Luftbild von Essling (1934)

## Betriebsführung

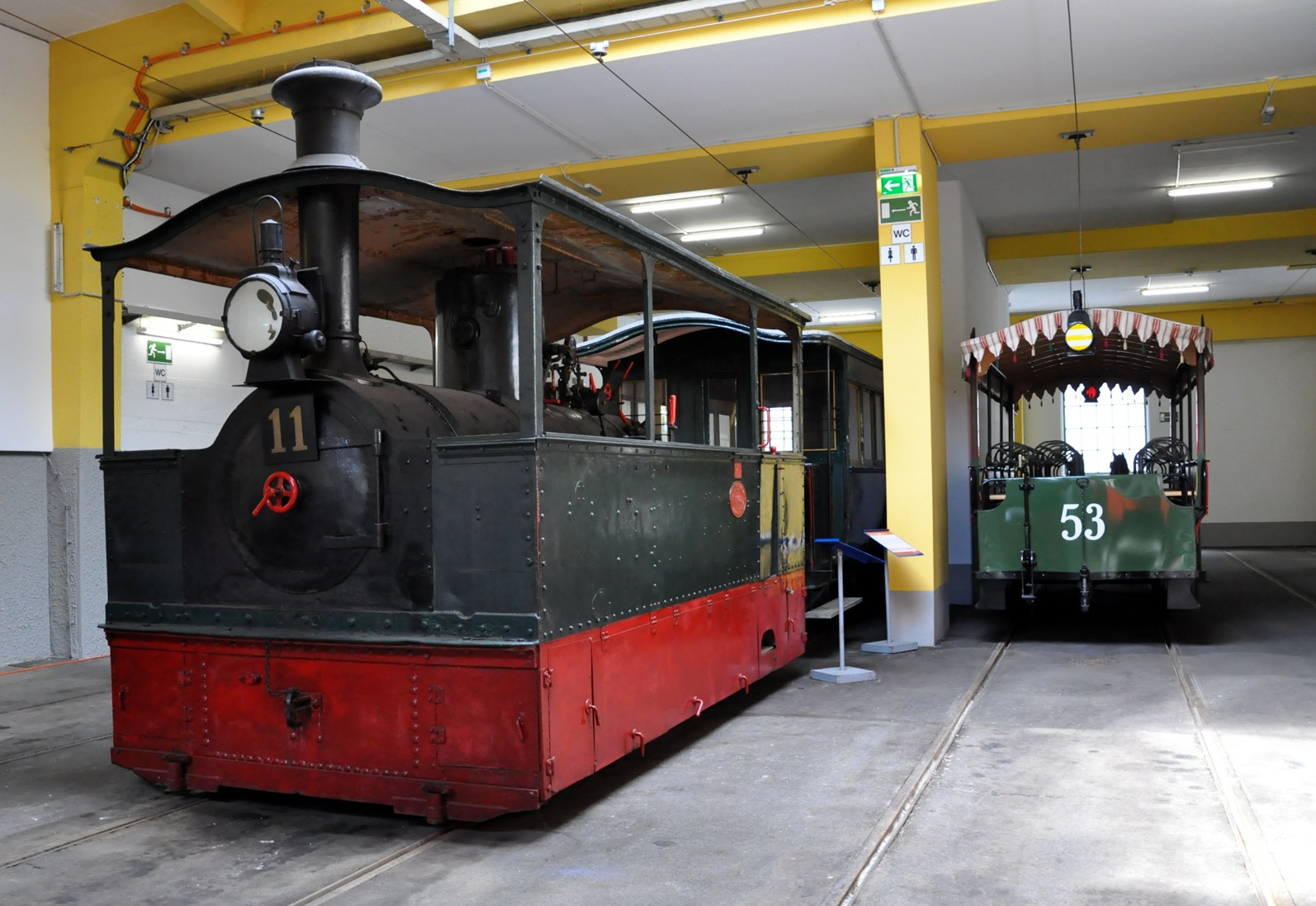
Lok 11 der DTKC mit Personenwagen

Die Dampftramway Krauss führte den Betrieb wie auf einer Lokalbahn, in geringem Umfang wurden auch Güter transportiert. Aufgrund der geringfügig anderen Gleisgeometrie wurden Vollbahn-Güterwagen mit Rollwagen befördert und gingen im Bereich des heute noch existierenden Betriebsbahnhofs Floridsorf, einstmals Bahnhof der DTKC, auf die Nordwestbahn über. Im letzten Jahr der Betriebsführung durch die DTKC (1907) verkehrten fünf durchgehende Zugpaare von der Augartenbrücke nach Groß-Enzersdorf und retour, ergänzt durch kurzgeführte Züge von und nach Aspern. Die Fahrzeit betrug rund eineinhalb Stunden, die Höchstgeschwindigkeit 25 km/h.

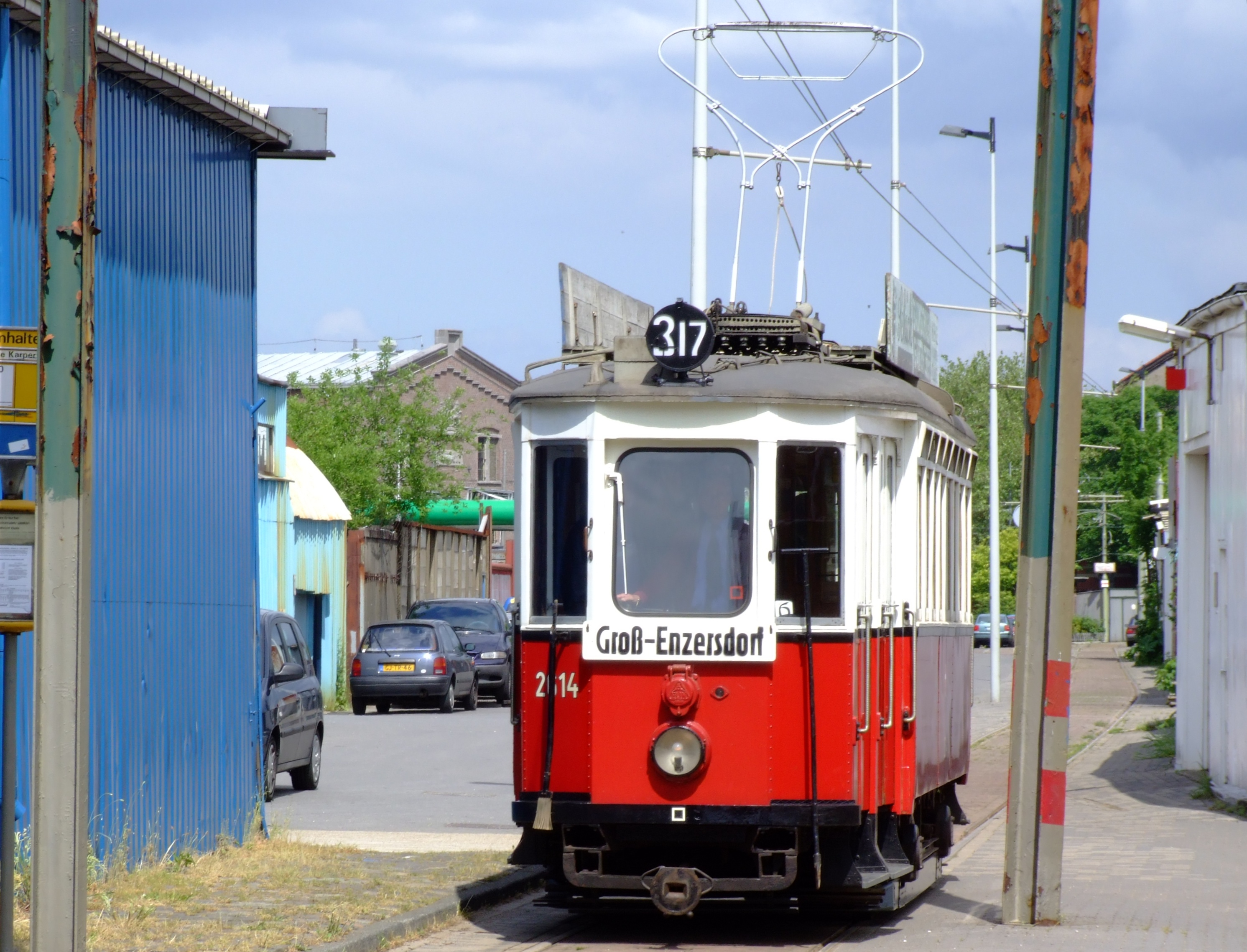
Type K im Aussehen der letzten Betriebsjahre

Die Fahrzeuge stellte nach der Elektrifizierung der Betriebsbahnhof Kagran. Die Frequenz auf dieser Überlandstraßenbahn blieb auch weiterhin recht dünn, so dass die Linie 317 die ersten Jahre nur ein einem Intervall von 90 Minuten betrieben wurde, erst von 1928 an fuhr man stündlich bis zur Endstation. Von 1. August 1922 bis Ende 1925 diente die Straßenbahn mit dem werktags um 16:10 Uhr von der Endstation abfahrenden Zug auch der Postbeförderung, für welche die vordere Plattform des ersten Beiwagens reserviert wurde. Ein Postbeamte transportierte so die Sendungen und war auch für das Ein- und Ausladen zuständig.
Aufgrund der für Wien langen Überlandstrecken gab es eine parallele Streckentelefonleitung, mit der in Notfällen von allen Ausweichen aus das Expedit am Kagraner Platz bzw. der Betriebsbahnhof Kagran oder der Endbahnhof erreicht werden konnte. Mit einer Länge von ca. dreieinhalb Kilometern war das Streckenstück von Essling bis Groß-Enzersdorf das längste eingleisige Stück der Wiener Straßenbahn. Es wurde nach einem fixen Fahrplan mit festgelegten Kreuzungshalten gefahren, zur Überwachung der Fahrzeiten dienten Stechuhren.
Mitunter wurde bei starkem Andrang in Zuggruppen gefahren, die führenden Wagen trugen dabei zum Anzeigen der folgenden Fahrzeuge eine weiße Signalscheibe. Die teilweise noch ungenügende Straßenbeleuchtung bedingte bei den Abends verkehrenden Zügen einen an der Front montierte Zusatzscheinwerfer, die über ein Kabel aus der Beiwagen-Lichtsteckdose gespeist wurden. Dies war eine bei der Wiener Straßenbahn einmalige Einrichtung.
1932 wurde das 30-Minuten-Intervall bis Groß-Enzersdorf eingeführt. Ausnahmen gab es nur bei Flugtagen auf dem Flugplatz Aspern und zu Wochenenden mit starkem Ausflugsverkehr Richtung Lobau, die teilweise für enorme Verkehrsleistungen sorgten. Die 217er wurden 1933 bis zur damaligen Gemeindegrenze und 1938 bis Essling verlängert, so dass der Takt über einen Großteil der Linie auf 15 Minuten verdichtet wurde. Im Februar wurde das Intervall des 317er auf 15 Minuten verdichtet und der 217er fortan als Verstärker geführt. Ab 1941 wurde ein 7,5-Minuten-Intervall eingeführt und weitere Ausweichen dafür angelegt.
Im März 1945 wurde der Betrieb kriegsbedingt eingestellt, ein am 5. April begonnener Inselbetrieb Kagran–Pogrelzstraße und Hirschstetten–Groß-Enzersdorf wurde durch den beginnenden Angriff der Roten Armee im Zuge der Schlacht um Wien bereits am folgenden Tag aufgegeben. Die auf der Strecke verbliebenen Züge mussten mit Pferdevorspann in den Betriebsbahnhof Kagran zurückgeholt werden. Im November 1945 wurde der Betrieb bis Groß-Enzersdorf wieder aufgenommen. Vorerst waren alle Züge als Linie 317 betafelt, sie verkehrten anfänglich nur halbstündlich, ab 1946 dann alle 8 Minuten bis Englisch Feld und alle 16 Minuten bis Groß-Enzersdorf. Grund für die Dehnung der Intervalle war die verlängerte Fahrzeit aufgrund schlechter Fahrdrahtspannung.
Mit 1. Jänner 1961 wurde die Fahrzeit aufgrund der Verwendung von Fahrzeugen ohne Schienenbremsen die Fahrzeit auf 40 Minuten verlängert und damit das Intervall auf 18 Minuten gedehnt, es wurde bis zur Betriebseinstellung beibehalten. Ab 1963 wurden wieder kurzgeführte Einlagen mit dem Signal 217 geführt und ab dem 16. Juli 1966 wurde der durchgehende Verkehr bis Wien-Floridsdorf, nun mit Anschluss zur Wiener Schnellbahn, wieder aufgenommen. Nun verkehrten die Linien 217 von Floridsdorf nach Englisch Feld (vom Bahnhof Floridsdorf geführt) und 317 von Floridsdorf nach Groß-Enzersdorf (vom Bahnhof Kagran gestellt).

### Fahrzeugeinsatz
Die DTKC setzte auf dieser Linie ihre rund 100 PS starken zweiachsigen Dampftramwayloks der Serien 12–26 ein. Es standen neben den zweiachsigen Personenwagen mit den geschwungenen Dächern auch offene sowie geschlossene Güterwagen zur Verfügung. Nach der Elektrifizierung wurde der Gütertransport aufgegeben. Es kamen von nun an bis zur Betriebseinstellung vor allem Triebwagen der Type K zum Einsatz, bis 1928 verkehrten hier auch noch die ursprünglichen Dampftramway-Beiwagen im elektrischen Betrieb. Weiters kam Fahrzeuge der Beiwagentype k, Trieb- und Beiwagen der Typen M/m, ab 1930 auch die Type G sowie die „Amerikaner“ der Type Z (als 217er) zum Einsatz.

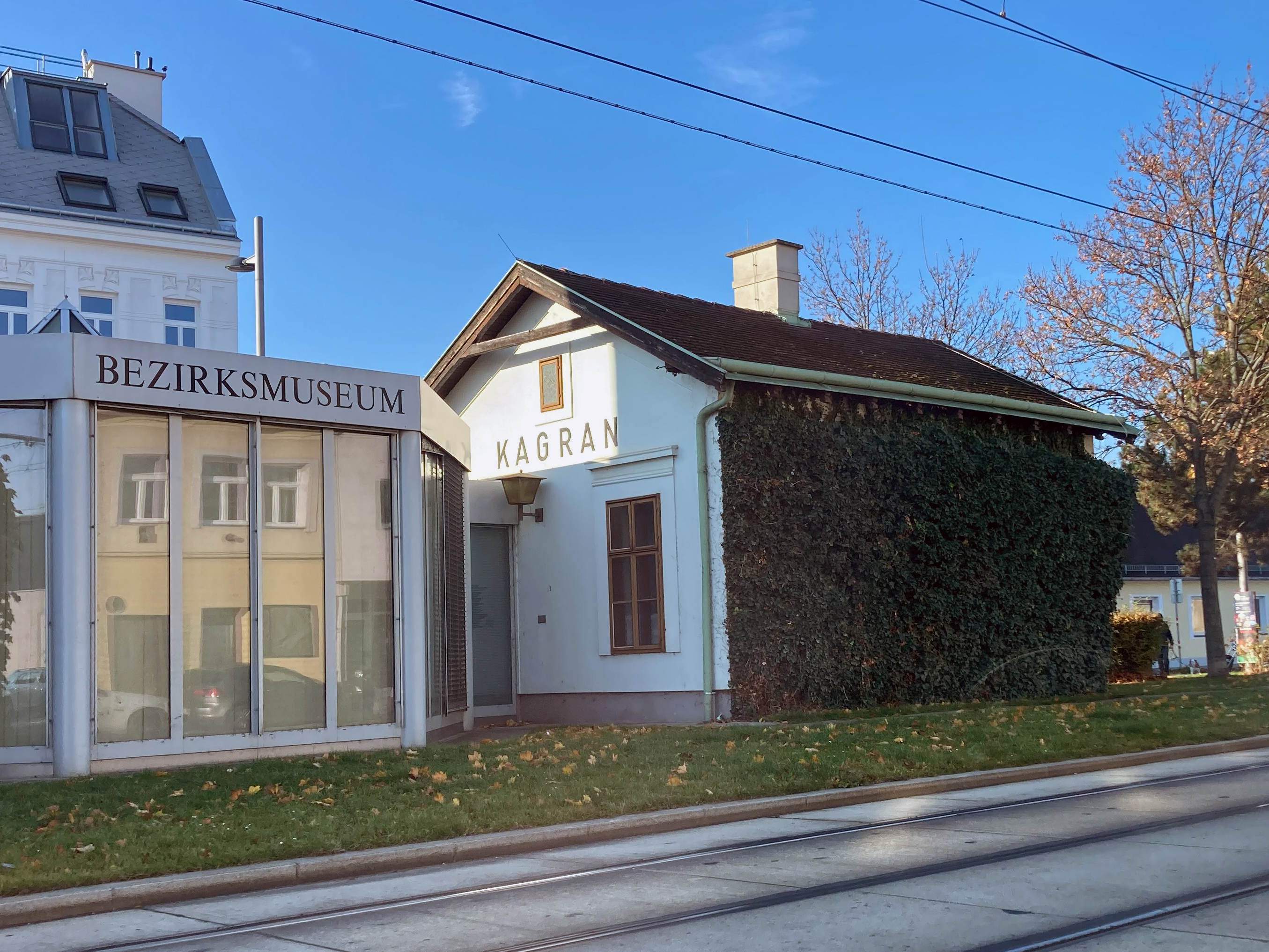
Ehemaliges Stationsgebäude Kagran am Kagraner Platz

## Überbleibsel
Von der ehemaligen Strecke ist heute noch die Teilstrecke von Floridsdorf bis zum Kagraner Platz im Betrieb. Nachdem dort 1970 der Straßenbahnverkehr eingestellt worden war, wurden erst im Zuge der Verlängerung der Linie 26 nach Aspern, Hausfeldstraße wieder Gleise verlegt. Diese passieren nun wieder das ehemalige Stationsgebäude von Kagran, welches heute Teil des Bezirksmuseums Donaustadt ist. Ansonsten ist bis auf ein paar ehemalige Fahrdraht-Rosetten an Hausmauern und eine ehemalige, typische Wiener Straßenbahn-Toilette in Essling (heute das Fatty-George-Museum) nichts mehr von der Linie 217/317 erhalten geblieben.